# 群力国家城市湿地公园
群力国家城市湿地公园是位于黑龙江省哈尔滨市道里区群力新区的一个公园。该公园位于丽江路、群力第五大道、灵江路、群力第六大道围合区域内，占地面积约34.2公顷。
2009年12月，中华人民共和国住房和城乡建设部发布通知，批准该公园为国家城市湿地公园。

## 简介
群力国家湿地公园原址为一块被称为“黑鱼泡”的天然湿地，该地块价值約10亿人民幣，原本預計开发为商品住宅，在2008年7月群力新区规划时被发现，经评估后被修复并改为湿地公园。
此公园于2010年2月9日正式开工建设，後于同年11月建成并免费向市民开放。

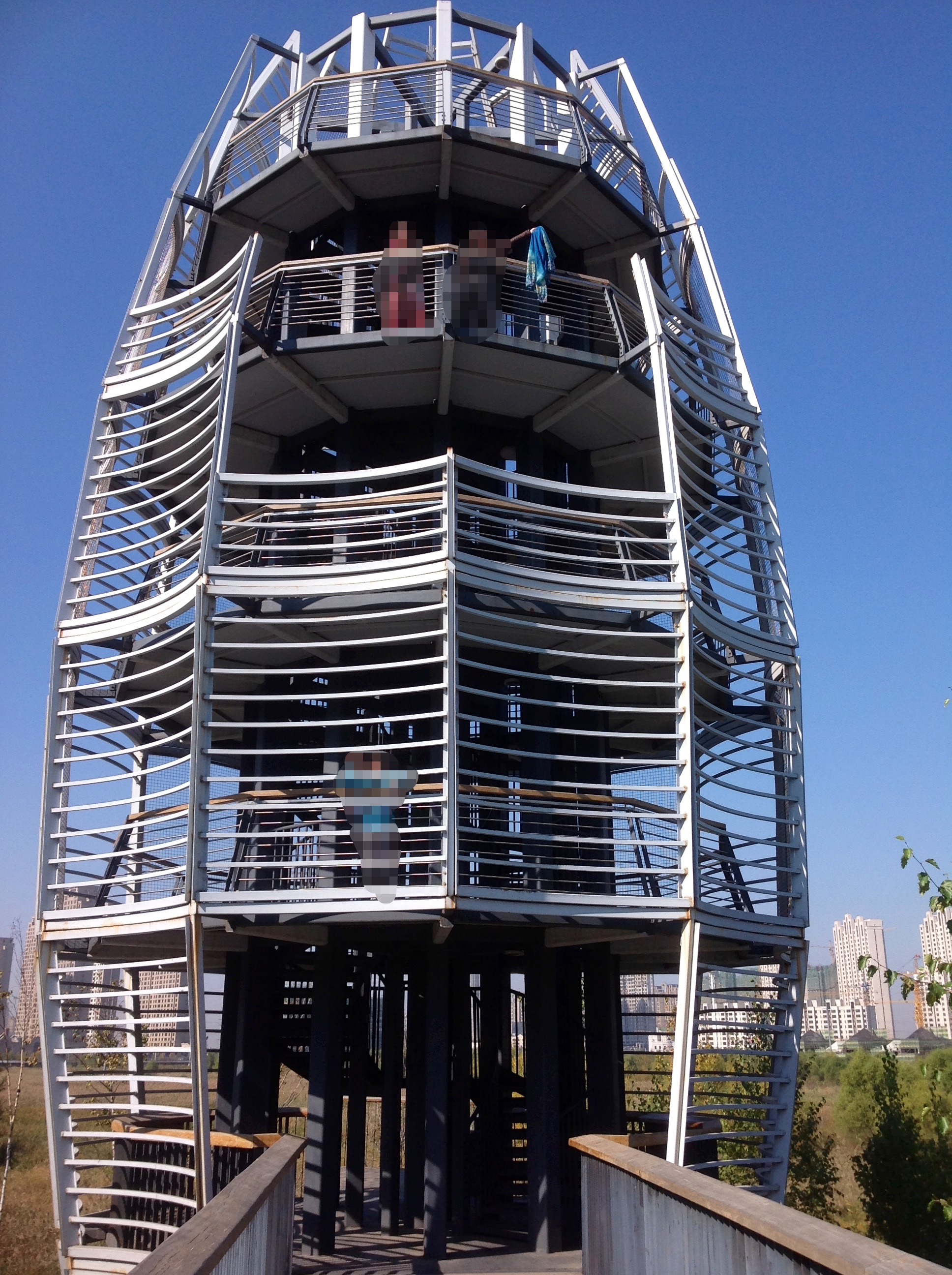
群力国家城市湿地公园內的观景塔

群力城市湿地公园集观赏、观测、科普教育、科学研究等多种功能于一体，公园内栽植了57种陆生花卉，15种水生花卉和万余株乔、灌木。外围还修建有总长1164米的空中木栈道和两座景观塔，游客可以登上木栈道和景观塔远望，欣賞湿地风光。

## 荣誉
群力国家城市湿地公园的设计曾荣获2012年美国景观建设协会ASLA奖综合设计类专业组杰出奖、2012国际建筑奖、2015“国际能源奖”国家奖。

## 外部連結
- 道里区政府网上的介绍 （页面存档备份，存于）